# Istruzione e formazione tecnica superiore
L'istruzione e formazione tecnica superiore (IFTS) consiste in corsi di formazione della durata tra le 800 e le 1 200 ore, in due semestri, comprensive di un tirocinio in azienda per almeno il 30% delle ore, supportati in modo coordinato da enti di formazione professionale, istituti di istruzione superiore, università e imprese.
Tali percorsi sono stati istituiti dall'art. 69 della legge n. 144 del 1999 e riorganizzati dal DPCM 25 gennaio 2008.

## Requisiti di accesso e certificazione
Si rivolgono a chi è in possesso del diploma di scuola superiore o di un diploma professionale. Vi può accedere anche chi è ammesso al quinto anno di un percorso liceale e chi non ha tale tipo di diplomi, ma dimostra di possedere, attraverso un test di ingresso, i requisiti matematici e linguistici minimi.
Per ottenere il "certificato di specializzazione tecnica superiore", corrispondente al quarto livello del quadro europeo delle qualifiche (QEQ), da parte delle regioni, i corsi si concludono con verifiche finali sulle competenze acquisite, condotte da una commissione costituita dai rappresentanti della scuola, dell’università, della formazione professionale e del mondo del lavoro.

## Offerta formativa
I percorsi IFTS sono programmati dalle regioni per quanto riguarda l’offerta formativa e gestiti da un'associazione di soggetti – istituti di istruzione secondaria superiore, enti di formazione professionale accreditati, università e imprese –  e devono rispondere alle necessità formative dei settori produttivi individuati, per ogni triennio, ai sensi del D.lgs n. 281 del 28 agosto 1997. Inoltre, almeno il 50% delle lezioni deve essere tenuto da esperti del mondo del lavoro e delle professioni col supporto di docenti provenienti dal mondo della scuola, dell’università e della formazione professionale.
Il titolo è spendibile in tutta Italia e a livello europeo e dà crediti formativi che possono essere riconosciuti a livello universitario; inoltre, i corsi IFTS possono realizzare anche un percorso di alto apprendistato. I percorsi sono divisi a livello nazionale in sette aree professionali:
1. Agroalimentare
2. Manifattura e artigianato
3. Meccanica, impianti e costruzioni
4. Cultura, informazione e tecnologie informatiche
5. Servizi commerciali
6. Turismo e sport
7. Servizi alla persona

Queste aree prevedono un totale di venti specializzazioni, descritte in termini di standard minimi formativi e con competenze comuni in ambito relazionale e gestionale, ma possono diversificarsi a livello regionale rispetto alle specificità territoriali del mercato del lavoro.
Il tecnico specializzato IFTS ha competenze di base comuni a tutte le specializzazioni, per quanto riguarda la lingua inglese, l’informatica, il diritto, la sicurezza e l'organizzazione aziendale. Le competenze specialistiche dipendono dal percorso scelto e sono connesse all'attività di ricerca e applicazione di concetti e dei metodi scientifici nell'ambito delle scienze umane, sociali, fisiche e naturali.

## Monitoraggio
L'istituto INDIRE svolge il compito di monitorare e raccogliere i dati relativi ai corsi IFTS realizzati dalle diverse Regioni, per questo ha realizzato una banca dati nel 2000 che rende disponibili e consultabili tali informazioni.